# Granges-sur-Vologne
Granges-sur-Vologne är en kommun i departementet Vosges i regionen Grand Est (tidigare regionen Lorraine) i nordöstra Frankrike. Kommunen ligger i kantonen Corcieux som tillhör arrondissementet Saint-Dié-des-Vosges. År 2018 hade Granges-sur-Vologne 2 149 invånare.

## Befolkningsutveckling
Antalet invånare i kommunen Granges-sur-Vologne
| Referens: INSEE |